# Hypostomus kuarup
Hypostomus kuarup é uma espécie de bagre da família dos cascudos. É nativo da América do Sul, onde ocorre no rio Culuene, na bacia do rio Xingu, no estado de Mato Grosso, no Brasil. É normalmente encontrado em corredeiras dentro da sua área de distribuição, embora a localidade-tipo da espécie tenha posteriormente secado devido à construção de uma barragem próxima. Apesar disso, ainda é conhecido por habitar corredeiras acima e abaixo da área represada, bem como uma escada para peixes construída próximo à localidade tipo. É simpátrico com seu congênere Hypostomus faveolus.
H. kuarup atinge 21,8 cm SL e acredita-se que seja um respirador de ar facultativo. Seu epíteto específico, kuarup, refere-se ao ritual xinguano conhecido como Quarup, que teria ocorrido originalmente na Cachoeira do Adelino, um dos locais onde pode ser encontrado o H. kuarup.
H. kuarup às vezes é conhecido como Culuene pleco ou pelo seu número L associado, que é LDA-080.